# Чоловік собаки Баскервілів
Чоловік собаки Баскервілів (рос. Муж собаки Баскервилей) — радянський художній фільм 1990 року, знятий режисером Станіславом Таюшевим.

## Сюжет
У центрі оповідання знаходиться дівчина Ася, дівчина з непростою долею: її, сироту, виховав небезпечний злочинець. Всі називають дівчину Собака Баскервілів.
Незабаром вона зі своїм «вихователем» здійснює збройний напад на інкасаторів, Ася вбиває людину, вони втікають з грошима. Але її спільник гине, вона залишається одна з мішком грошей.
В той же день вона рятує мотогонщика Данилу, і молоді люди переймаються почуттями один до одного...

## У ролях
| Актор               | Роль                      |
| ------------------- | ------------------------- |
| Віктор Конисевич    | Данило Осокін             |
| Галина Сурова       | Ася                       |
| Юрій Шликов         | Вадим Сергійович Астахов  |
| В'ячеслав Шалевич   | Дмитро Вікторович Баварін |
| Олександр Корженков | Оранжевый                 |
| Роман Греков        | Жорка                     |
| Маша Кондратенко    | Ася в 7 років             |
| Тетяна Шеліга       | лікар «швидкої допомоги»  |
| Олексій Аблепіхін   | Влад                      |
| Олена Кондулайнен   | Світлана                  |
| Віктор Павловський  | гість на весіллі          |
| Володимир Жариков   | бандит                    |

## Знімальна група
- Сценарій : Володимир Зайкін
- Режисер : Станіслав Таюшев
- Оператор : Владислав Меньшиков
- Композитор : Сергій Бедусенко
- Художник : Ірина Сапожникова